# Josef Herbert Furth
Josef Herbert Furth (geboren als Josef Herbert Ritter von Fürth 12. Oktober 1899 in Wien, Österreich-Ungarn; gestorben 6. März 1995 in Chevy Chase (Maryland)) war ein austroamerikanischer Ökonom. Nach dem Adelsaufhebungsgesetz 1919 verlor er seine adligen Namensprivilegien.

## Leben
Josef Herbert Ritter von Fürth war ein Sohn der Suffragette Ernestine Kisch (1877–1946) und des Politikers Emil Ritter von Fürth (1863–1911). Von Fürth machte 1917 die Matura am Akademischen Gymnasium und kämpfte als Offiziersanwärter an der Südfront. Er wurde im März 1918 verwundet. Von Fürth studierte nach seiner Genesung Jura. Mit Friedrich August von Hayek gründete er 1918 die Demokratische Hochschüler-Vereinigung und später einen Gesprächskreis von jungen Sozialwissenschaftlern. Er wurde 1921 promoviert, da man ihm aber als Juden eine akademische Karriere verwehrte, wurde er 1922 Rechtsanwalt in Wien. Fürth heiratete 1929 Emma Paula Kaan (1903–1991), sie hatten zwei Söhne. Er war somit mit Gottfried Haberler verschwägert, der Emmas Schwester Friederike Kaan geheiratet hatte. 1931/32 hielt er sich mit einer Fellowship der Rockefeller-Stiftung in den USA auf und veröffentlichte im Yale Law Journal eine Studie über die Rechtslage bei Zahlungsunfähigkeit in den USA. 
Nach dem Anschluss Österreichs emigrierte er im September 1938 in die USA und nannte sich fortan Furth. Er studierte ein Jahr an der Harvard University und wurde 1939 Professor für Sozialwissenschaften an der Lincoln University in Pennsylvania. Von 1943 bis 1964 arbeitete er als Ökonom am Federal Reserve Board in Washington, D.C. Daneben war er von 1945 bis 1948 Dozent an der Catholic University of America und danach bis 1968 Titularprofessor an der American University. Von 1964 bis 1985 war er Dozent am Foreign Service Institute in Rosslyn (Virginia). Furth war Mitglied der American Economic Association. 

## Schriften (Auswahl)
- Short-Run Escape Clauses of the Havana Charter, in: American Economic Review, 1949, S. 252–260
- The United States Balance of Payments in the Recession, in: Quarterly Journal of Economics, 1959, S. 197–206
- Raymond Frech Mikesell; J. Herbert Furth: Foreign dollar balances and the international role of the dollar. New York: Columbia Univ. Pr., 1974
- Gottfried Haberler: Ein persönliches Lebensbild, in: Wirtschaftspolitische Blätter, 1990, S. 404–410